# T48 GMC 57mm自走対戦車砲
T48 GMC 57mm自走対戦車砲は、1943年にダイヤモンドT社がアメリカ軍向けに製造した自走式対戦車砲である。
M3ハーフトラックに、イギリスのQF 6ポンド砲のアメリカ生産型であるM1 57mm砲が組み込まれている。
ソビエト連邦はT48をSU-57と呼び、第二次世界大戦中の東部戦線でのバグラチオン作戦やその他の戦闘に参加した。